# Alejandro Núñez Allauca
Alejandro Núñez Allauca (* 18. April 1943 in Moquegua, Peru) ist ein peruanischer Komponist.
Núñez Allauca trat bereits mit neun Jahren als Akkordeonsolist auf. Eine erste Ausbildung erhielt er ab 1955 bei Manuel Cabrera Guerra, dem Organisten der Kathedrale von Lima. 1961 gewann er den Peruanischen Akkordeon-Wettbewerb. 
Er studierte von 1961 bis 1966 Cello am Konservatorium in Lima und vervollkommnete seine Ausbildung bei Andrés Sas Orchassal (Harmonielehre und Kontrapunkt) sowie in Buenos Aires bei Francisco Kröpfl, Gabriel Brnčić und Gerardo Gandini. Von 1972 bis 1973 lebte er in den USA, wo er Akkordeon-Konzerte gab. Er ist freischaffender Komponist in Lima.
Núñez Allauca entwickelte eine „Ornamenttheorie“ (La composición musical ornamental, 1978), nach der gleiche bzw. ungleiche Ornamente kontrapunktisch und harmonisch verbunden werden.

## Werke
- El Alba für gemischten Chor, 1965
- Koribeni Suite, 1967
- Moto ornamentale e perpetuo für Klavier, 1970
- Oh, mi seilor für gemischten Chor und Klavier, 1972, Uraufführung: Westminster Tabernacle Choir of Detroit, 1973
- String Quartet, 1975–76, 2. Preis des Lateinamerikanischen Kompositionswettbewerbs von Santiago de Chile, 1979
- Huatyacuri, Ballettmusik, 1982
- Concierto ornamental für Klavier und Orchester, Uraufführung 1982
- A Bolivar, Kantate, 1983
- Rapsodia und Serenata für Harfe, 1988
- Aleluya del Alba für Tenorsolo, gemischten Chor und Orchester, 1989, Uraufführung 1992 in Chișinău (Moldawien)
- Wiesbaden Konzert für Klavier und Orchester, Uraufführung 1994 in Chișinău (Moldawien)
- Sonrisa de Jesús, Uraufführung beim Weihnachtskonzert im Vatikan 1995
- El Hijo del Sol, Uraufführung 1997
- Flor de Nieve für Gesangsduett und Orchester, Uraufführung 1997
- Missa Andina für Solisten, Chor, Orgel und Orchester, 1997–98
- La montaña de Luz für Gesangstrio und Orchester, 1998
- Variables für sechs Instrumente und Tonband
- Sinfonía ornamental
- 100. Psalm für vierstimmigen und achtstimmigen Chor
- Diferencials I und Diferenciales II für Klavier
- Gravitación humana für Tonband
- Koribeni para guitarra sola